# 会計監査人
会計監査人（かいけいかんさにん）とは、株式会社における機関のひとつであり、会社の計算書類などを会計監査することを主な職務・権限とする。公認会計士または監査法人のみが就任することが出来る（会社法337条）。1974年の商法改正で会計監査人制度が創設された。
商法の旧会社編においては、会計監査人を会社の機関とは考えないのが多数説であったが、会社法においては「株主総会以外の機関」のひとつとして規定（会社法326条）され、会計監査人に対する株主代表訴訟（会社法847条）も可能になっている。
- 会社法は、以下で条数のみ記載する。

## 機関設計
会社法の下では、どのような株式会社においても定款に定めることにより設置することが出来る(326条2項)。ただし指名委員会等設置会社及び監査等委員会設置会社以外の株式会社で会計監査人を設ける場合は、監査役も必ず設けなければならない(327条3項)。大会社または監査等委員会設置会社若しくは指名委員会等設置会社である場合は必ず設けなければならない(328条、327条5項)。（詳しくは公開会社の項目の表参照）

## 選任等
選任
監査役設置会社(監査役が複数の場合には監査役の過半数、監査役会設置会社では監査役会)においては、株主総会に提出する会計監査人の選任及び解任並びに会計監査人を再任しないことに関する議案の内容は、監査役が決定する。(344条)。
会計監査人が欠けた場合又は定款で定めた会計監査人の員数が欠けた場合において、遅滞なく会計監査人が選任されないときは、監査役は、一時会計監査人の職務を行うべき者を選任しなければならない(346条4項)。
監査等委員会設置会社においては、監査等委員会が株主総会に提出する会計監査人の選任及び解任並びに会計監査人を再任しないことに関する議案の内容を決定する(399条の2第3項2号)。
指名委員会等設置会社においては、監査委員会が株主総会に提出する会計監査人の選任及び解任並びに会計監査人を再任しないことに関する議案の内容を決定する(404条2項2号)。
資格
公認会計士又は監査法人でなければならない（337条1項）。
任期
選任後一年以内に終了する事業年度のうち最終のものに関する定時株主総会の終結の時まで、定時株主総会において別段の決議がされなかったときは、再任されたものとみなされる（338条1項2項）。
報酬
会計監査人又は一時会計監査人の職務を行うべき者の報酬等を定める場合には、取締役は、監査役(複数いる場合は監査役の過半数、監査役会設置会社は監査役会、監査等委員会設置会社は監査等委員会、指名委員会等設置会社は監査委員会)の同意を得なければならない(399条)。
解任
いつでも、株主総会の普通決議によって解任することができる(339条1項)。
監査役・監査役会・監査等委員会・監査委員会は、会計監査人が職務上の義務に違反し、又は職務を怠ったとき等 は、（監査役が複数の場合は監査役の全員・監査等委員会・監査委員会の同意によって）その会計監査人を解任することができる(340条1項2項4項5項6項)。また、この場合には監査役（複数の場合には監査役の互選によって定めた監査役）・監査役会が選定した監査役・監査等委員会が選定した監査役・監査委員会が選定した監査役は、その旨及び解任の理由を解任後最初に招集される株主総会に報告しなければならない。(340条3項4項5項6項)。
退任
337条3項の欠格事由に該当した時。
死亡した時（民法653条）
監査法人・会社の解散。

## 職務
計算書類（およびその附属明細書）を監査する。事業報告（およびその附属明細書）については監査義務はない。
こうして監査を受けた計算書類が取締役会の承認を受け、さらに所定の要件を満たす場合には、計算書類は株主総会では「承認」は不要となり「報告」さえすればよい。
株主により責任追及等の訴えの提起を請求されることがある(847条)。

## 上場企業の会計監査
上場会社における会計監査は、以前は日本公認会計士協会の上場会社監査事務所登録制度に登録した会計監査人が行うことが可能であったが、2023年4月1日に公認会計士法及び金融商品取引法により上場会社等監査人登録制度が法令化され、2024年10月1日以降は公認会計士法に基づく上場会社等監査人登録制度に登録した会計監査人でしか会計監査は出来ない(公認会計士法34条34の2、公認会計士法34条34の3、金融商品取引法第193条の2第1項及び第2項）。
上場会社等監査人名簿への登録の審査や上場会社等監査人名簿に登録された監査法人又は公認会計士の登録の取消の審査は日本公認会計士協会が行う(公認会計士法34条34の4、公認会計士法34条34の6）。
登録上場会社等監査人の登録番号は、大手監査法人（4大監査法人）が1000番台、準大手監査法人が2000番台、その他の監査法人が3000番台となっている。
上場企業の会計監査を行うことが可能である会計監査人は以下の通り（2025年7月1日現在。みなし登録上場会社等監査人は除く。〇は2024年10月1日時点でみなし登録上場会社等監査人であった監査法人）。
| 登録番号 | 監査法人名                            | 本部が所在する都道府県 | 登録年月日     |
| -------- | ------------------------------------- | ---------------------- | -------------- |
| 1001     | 有限責任監査法人トーマツ              | 東京都                 | 2023年11月28日 |
| 1002     | 有限責任あずさ監査法人                | 東京都                 | 2024年1月30日  |
| 1003     | EY新日本有限責任監査法人              | 東京都                 | 2024年2月27日  |
| 1004     | PwC Japan有限責任監査法人             | 東京都                 | 2024年3月29日  |
| 2001     | 三優監査法人                          | 東京都                 | 2024年2月27日  |
| 2002     | 仰星監査法人                          | 東京都                 | 2024年4月5日   |
| 2003     | 東陽監査法人                          | 東京都                 | 2024年9月20日  |
| 2004     | 太陽有限責任監査法人                  | 東京都                 | 2024年9月20日  |
| 3001     | グローリー監査法人                    | 東京都                 | 2023年6月26日  |
| 3002     | ESネクスト有限責任監査法人            | 東京都                 | 2023年10月31日 |
| 3003     | アーク有限責任監査法人                | 東京都                 | 2023年12月27日 |
| 3004     | 監査法人アヴァンティア                | 東京都                 | 2023年12月27日 |
| 3005     | SCS国際有限責任監査法人               | 東京都                 | 2023年12月27日 |
| 3006     | きぼう監査法人                        | 愛知県                 | 2024年1月30日  |
| 3007     | 應和監査法人                          | 東京都                 | 2024年1月30日  |
| 3008     | Amaterasu有限責任監査法人             | 東京都                 | 2024年1月30日  |
| 3009     | 監査法人Growth                        | 東京都                 | 2024年1月30日  |
| 3010     | かなで監査法人                        | 東京都                 | 2024年2月27日  |
| 3011     | フェイス監査法人                      | 東京都                 | 2024年2月27日  |
| 3012     | 清稜監査法人                          | 大阪府                 | 2024年3月29日  |
| 3013     | 監査法人かごしま会計プロフェッション  | 鹿児島県               | 2024年3月29日  |
| 3014     | 監査法人京立志                        | 京都府                 | 2024年3月29日  |
| 3015     | SK東京監査法人                        | 東京都                 | 2024年5月13日  |
| 3016     | ひかり監査法人                        | 京都府                 | 2024年5月13日  |
| 3017     | シンシア監査法人                      | 東京都                 | 2024年5月13日  |
| 3018     | 如水監査法人                          | 福岡県                 | 2024年5月13日  |
| 3019     | 監査法人グラヴィタス                  | 東京都                 | 2024年5月13日  |
| 3020     | 清友監査法人                          | 京都府                 | 2024年5月13日  |
| 3021     | 晄和監査法人                          | 広島県                 | 2024年5月13日  |
| 3022     | 監査法人和宏事務所                    | 東京都                 | 2024年5月13日  |
| 3023     | 城南監査法人                          | 東京都                 | 2024年5月13日  |
| 3024     | やまと監査法人                        | 東京都                 | 2024年5月13日  |
| 3025     | 監査法人薄衣佐吉事務所                | 東京都                 | 2024年5月16日  |
| 3026     | みおぎ監査法人                        | 東京都                 | 2024年5月16日  |
| 3027     | 監査法人やまぶき                      | 京都府                 | 2024年5月16日  |
| 3028     | 瑞輝監査法人                          | 北海道                 | 2024年5月16日  |
| 3029     | Mooreみらい監査法人                   | 東京都                 | 2024年5月16日  |
| 3030     | 清陽監査法人                          | 東京都                 | 2024年5月16日  |
| 3031     | 晴磐監査法人                          | 東京都                 | 2024年5月27日  |
| 3032     | 新創監査法人                          | 東京都                 | 2024年5月27日  |
| 3033     | 八重洲監査法人                        | 東京都                 | 2024年5月27日  |
| 3034     | 有限責任パートナーズ綜合監査法人      | 東京都                 | 2024年5月27日  |
| 3035     | 南青山監査法人                        | 東京都                 | 2024年5月27日  |
| 3036     | そうせい監査法人                      | 東京都                 | 2024年5月27日  |
| 3037     | ふじみ監査法人                        | 東京都                 | 2024年6月3日   |
| 3038     | OAG監査法人                           | 大阪府                 | 2024年6月3日   |
| 3039     | 史彩監査法人                          | 東京都                 | 2024年6月3日   |
| 3040     | 桜橋監査法人                          | 大阪府                 | 2024年6月3日   |
| 3041     | 東光監査法人                          | 東京都                 | 2024年7月8日   |
| 3042     | 赤坂有限責任監査法人                  | 東京都                 | 2024年7月8日   |
| 3043     | ひびき監査法人                        | 大阪府                 | 2024年7月8日   |
| 3044     | 監査法人八雲                          | 東京都                 | 2024年7月8日   |
| 3045     | 明光監査法人                          | 東京都                 | 2024年7月8日   |
| 3046     | 普賢監査法人                          | 東京都                 | 2024年7月8日   |
| 3047     | 保森監査法人                          | 東京都                 | 2024年7月8日   |
| 3048     | 監査法人日本橋事務所                  | 東京都                 | 2024年7月8日   |
| 3049     | 新月有限責任監査法人                  | 大阪府                 | 2024年7月8日   |
| 3050     | 五十鈴監査法人                        | 三重県                 | 2024年7月8日   |
| 3051     | 監査法人アンビシャス                  | 岐阜県                 | 2024年7月10日  |
| 3052     | えひめ有限責任監査法人                | 愛媛県                 | 2024年7月10日  |
| 3053     | 高志監査法人                          | 新潟県                 | 2024年7月10日  |
| 3054     | ネクサス監査法人                      | 大阪府                 | 2024年7月10日  |
| 3055     | 大手前監査法人                        | 大阪府                 | 2024年7月10日  |
| 3056     | オリエント監査法人                    | 東京都                 | 2024年7月10日  |
| 3057     | 監査法人A&Aパートナーズ               | 東京都                 | 2024年7月10日  |
| 3058     | あかり監査法人                        | 東京都                 | 2024年7月10日  |
| 3059     | ときわ監査法人                        | 静岡県                 | 2024年7月10日  |
| 3060     | 四谷監査法人                          | 東京都                 | 2024年7月10日  |
| 3061     | 監査法人Bloom                         | 東京都                 | 2024年7月22日  |
| 3062     | 明星監査法人                          | 東京都                 | 2024年7月22日  |
| 3063     | 栄監査法人                            | 愛知県                 | 2024年7月22日  |
| 3064     | 和泉監査法人                          | 東京都                 | 2024年7月22日  |
| 3065     | イースト・サン監査法人                | 岡山県                 | 2024年7月22日  |
| 3066     | 千葉第一監査法人                      | 千葉県                 | 2024年7月22日  |
| 3067     | あると築地有限責任監査法人            | 東京都                 | 2024年7月22日  |
| 3068     | 北光監査法人                          | 岩手県                 | 2024年7月22日  |
| 3069     | 双葉監査法人                          | 東京都                 | 2024年7月22日  |
| 3070     | RSM清和監査法人                       | 東京都                 | 2024年8月7日   |
| 3071     | かがやき監査法人                      | 愛知県                 | 2024年8月7日   |
| 3072     | 協立監査法人                          | 大阪府                 | 2024年8月7日   |
| 3073     | HLB Meisei 有限責任監査法人           | 東京都                 | 2024年8月7日   |
| 3074     | 監査法人ハイビスカス                  | 北海道                 | 2024年8月7日   |
| 3075     | 監査法人シドー                        | 神奈川県               | 2024年8月7日   |
| 3076     | 監査法人FRIQ                          | 東京都                 | 2024年8月7日   |
| 3077     | あおい監査法人                        | 東京都                 | 2024年8月7日   |
| 3078     | 監査法人銀河                          | 北海道                 | 2024年8月7日   |
| 3079     | 井上監査法人                          | 東京都                 | 2024年8月7日   |
| 3080     | 清明監査法人                          | 東京都                 | 2024年8月7日   |
| 3081     | mc21監査法人                          | 京都府                 | 2024年8月26日  |
| 3082     | 有限責任大有監査法人                  | 東京都                 | 2024年8月26日  |
| 3083     | 芙蓉監査法人                          | 静岡県                 | 2024年8月26日  |
| 3084     | 監査法人アイ・ピー・オー              | 大阪府                 | 2024年8月26日  |
| 3085     | 丸の内監査法人                        | 東京都                 | 2024年8月26日  |
| 3086     | アルファ監査法人                      | 東京都                 | 2024年8月26日  |
| 3087     | 海南監査法人                          | 東京都                 | 2024年9月4日   |
| 3088     | 監査法人ウィズ                        | 東京都                 | 2024年9月4日   |
| 3089     | 有限責任中部総合監査法人              | 愛知県                 | 2024年9月4日   |
| 3090     | 監査法人東海会計社                    | 愛知県                 | 2024年9月4日   |
| 3091     | 監査法人アリア                        | 東京都                 | 2024年9月4日   |
| 3092     | 興亜監査法人                          | 東京都                 | 2024年9月4日   |
| 3093     | 興誠監査法人                          | 東京都                 | 2024年9月4日   |
| 3094     | けやき監査法人                        | 東京都                 | 2024年9月4日   |
| 3095     | 永和監査法人                          | 東京都                 | 2024年9月4日   |
| 3096     | 新宿監査法人                          | 東京都                 | 2024年9月20日  |
| 3097     | みつば監査法人                        | 東京都                 | 2024年9月20日  |
| 3098     | 監査法人Ks Lab.                       | 大阪府                 | 2024年9月20日  |
| 3099     | 暁監査法人                            | 兵庫県                 | 2024年9月30日  |
| 3100     | ACアーネスト監査法人                  | 岡山県                 | 2024年9月30日  |
| 3101     | 東邦監査法人                          | 東京都                 | 2024年9月30日  |
| 3102     | 誠栄有限責任監査法人                  | 東京都                 | 2024年9月30日  |
| 3103     | 藍監査法人                            | 東京都                 | 2024年9月30日  |
| 3104     | 虎ノ門有限責任監査法人                | 東京都                 | 2024年9月30日  |
| 3105     | あやめ監査法人                        | 大阪府                 | 2024年10月28日 |
| 3106     | フロンティア監査法人〇                | 東京都                 | 2024年10月28日 |
| 3107     | Forvis Mazars Japan有限責任監査法人〇 | 東京都                 | 2024年10月28日 |
| 3108     | 監査法人ラットランド〇                | 京都府                 | 2024年10月28日 |
| 3109     | なぎさ監査法人〇                      | 大阪府                 | 2024年10月28日 |
| 3110     | 監査法人クレア〇                      | 東京都                 | 2024年10月28日 |
| 3111     | UHY東京監査法人〇                     | 東京都                 | 2024年10月28日 |
| 3112     | 協和監査法人〇                        | 東京都                 | 2024年10月28日 |
| 3113     | KDA監査法人〇                         | 東京都                 | 2024年10月28日 |
| 3114     | 監査法人コスモス〇                    | 愛知県                 | 2024年12月3日  |
| 3115     | 清流監査法人〇                        | 東京都                 | 2024年12月24日 |
| 3116     | 佳生監査法人                          | 東京都                 | 2025年5月20日  |
| 3117     | 監査法人ナカチ〇                      | 東京都                 | 2025年5月20日  |
| 3118     | プログレス監査法人                    | 東京都                 | 2025年6月6日   |
| 3119     | よあけ監査法人                        | 大阪府                 | 2025年7月1日   |

公認会計士法の附則第3条第3項及び第4条第3項の規定により、監査契約が終了するまで上場会社の監査が可能なみなし登録上場会社等監査人は以下の通り。また、上場企業は2024年10月1日以降はみなし登録上場会社等監査人を会計監査人の異動において会計監査人に選任することはできない。登録上場会社等監査人の登録を拒否された場合における契約中の上場会社の監査は事業年度終了までとなる（公認会計士法34条34の9第6項）。登録を拒否された場合は拒否された日から3年間は上場会社等監査人登録制度に登録申請を行うことはできない（公認会計士法34条34の6）。
登録を拒否された会計監査人の名前は日本公認会計士協会では公表されないが、登録を拒否されたみなし登録上場会社等監査人からは監査契約を締結する上場企業に対して登録を拒否された旨の連絡が入り、当該する上場企業は後任の会計監査人の選定作業に入る。
- 登録審査中のみなし登録上場会社等監査人
  - 大瀧公認会計士事務所
  - 柴田公認会計士事務所

- 登録を拒否されたみなし登録上場会社等監査人
  - 爽監査法人（2025年2月3日に登録拒否決定、エステールホールディングスの2025年3月期定時株主総会の翌日である2025年6月28日以降は上場会社における会計監査は不可、2028年2月2日までは上場会社等監査人登録制度への登録申請も不可）[5][6]
  - 霞友有限責任監査法人（2025年3月4日に登録拒否決定、RVHの2025年3月期定時株主総会の翌日である2025年6月27日以降は上場会社における会計監査は不可、2028年3月3日までは上場会社等監査人登録制度への登録申請も不可）[7][8]
  - 恒栄監査法人（2025年3月4日に登録拒否決定、野崎印刷紙業の2025年3月期定時株主総会の2025年3月期定時株主総会の翌日である2025年6月26日以降は上場会社における会計監査は不可、2028年3月3日までは上場会社等監査人登録制度への登録申請も不可）[7][9]
  - アスカ監査法人（2025年5月20日に登録拒否決定、カラダノートの2025年7月期定時株主総会の翌日である2025年10月27日以降は上場会社における会計監査は不可、2028年5月19日までは上場会社等監査人登録制度への登録申請も不可）[10][11]
  - 監査法人まほろば（2025年7月4日に登録拒否決定）[12]
  - ゼロス有限責任監査法人（2025年7月5日に登録拒否決定）[13]